# Европски куп у брзом ходању
Европски куп у брзом ходању је међународно такмичење у организавији ЕАА (Европске атлетске асоцијације) које се одржава сваке две године (изузетак је била 2001.), најчешће у току маја. Прво такмичење одржано је 1996. у Коруњи (Шпанија).
Такмичење се одржава у појединачној и екипној конкуренцији: 
- Мушкарци: на 20 км, 50 км (до 2021.) и 35 км (од 2023.)
- Жене: 1996. и 1998. на 10 км, а затим 20 км, 50 км (само 2019.) и 35 км (од 2021.)
- Јуниори и јуниорке на 10 км такмиче се од 3. купа 2000.

Бодовање у екипној конкуренцији од 3. купа обрачунава се тако што је сабирају пласмани прва 3 такмичара у сениорској и 2 у јуниорској конкуренци. Екипа која има најмањи збир је победница.

## Списак такмичења
| Година | Местп          | Земља            | Датум               |
| ------ | -------------- | ---------------- | ------------------- |
| 1996   | Коруња         | Шпанија          | 20. април 1996.     |
| 1998   | Дудинце        | Словачка         | 25. април 1998.     |
| 2000   | Ајзенхитенштат | Немачка          | 17. и 18. јун 2000. |
| 2001   | Дудинце        | Словачка         | 19. мај 2001.       |
| 2003   | Чебоксари      | Русија           | 17. и 18. мај 2003. |
| 2005   | Мишколц        | Мађарска         | 21. мај 2005.       |
| 2007   | Лемингтон      | Велика Британија | 20. мај 2007.       |
| 2009   | Мец            | Француска        | 24. мај 2009.       |
| 2011   | Ољао           | Португалија      | 22. мај 2011.       |
| 2013   | Дудинце        | Словачка         | 19. мај 2013.       |
| 2015   | Мурсија        | Шпанија          | 17. мај 2015.       |
| 2017   | Подјебради     | Чешка            | 21. мај 2017.       |
| 2019   | Алитус         | Литванија        | 19. мај 2019.       |
| 2021   | Подјебради     | Чешка            | 16. мај 2021.       |
| 2023   | Подјебради     | Чешка            | 21. мај 2023.       |
| 2025   | Подјебради     | Чешка            | 18. мај 2025.       |

## Појединачни резултати

### Мушкарци

#### 20 км
| Година |                               | Резултат |                                                     | Резултат |                             | Резултат |
| 1996   | Роберт Кожењовски · Пољска    | 1:21:46  | Данијел Плаза · Шпанија                             | 1:21:47  | Френандо Веласкез · Шпанија | 1:21:48  |
| 1998   | Пакиљо Фернандез · Шпанија    | 1:20:31  | Роберт Кожењовски · Пољска                          | 1:20:40  | Ајгарс Фадејевс · Летонија  | 1:20:44  |
| 2000   | Роберт Кожењовски · Пољска    | 1:18:29  | Андреас Ерм · Немачка                               | 1:18:42  | Пакиљо фернандез · Шпанија  | 1:18:56  |
| 2001   | Виктор Бурајев · Русија       | 1:19:30  | Јевгениј Мисјуља · Белорусија                       | 1:19:45  | Андреас Ерм · Немачка       | 1:19:51  |
| 2003   | Пакиљо Фернандез · Шпанија    | 1:19:48  | Алесандро Ганделини · Италија                       | 1:20:52  | Владимир Андрејев · Русија  | 1:20:56  |
| 2005   | Иља Марков · Русија           | 1:20:50  | Хуан Мануел Молина · Шпанија                        | 1:20:54  | Владимир Станкин · Русија   | 1:21:28  |
| 2007   | Јоан Диниз · Француска        | 1:18:58  | Ивано Буњети · Италија                              | 1:19:36  | Игор Јерокин · Русија       | 1:20:01  |
| 2009   | Ђорђо Рубино · Италија        | 1:24:06  | Ивано Бруњети · Италија                             | 1:24:54  | Жан-Жак Нкулукиди · Италија | 1:25:07  |
| 2011   | Станислав Емељанов · Русија   | 1:23:27  | Матеј Тот · Словачка                                | 1:23:53  | Јакуп Јелонек · Пољска      | 1:23:59  |
| 2013   | Денис Стрелков · Русија       | 1:21:41  | Мигел Анхел Лопез · Шпанија                         | 1:21:49  | Матеј Тот · Словачка        | 1:21:52  |
| 2015   | Мигел Анхел Лопез · Шпанија   | 1:19:52  | Матеј Тот · Словачка                                | 1:20:21  | Јоан Диниз · Француска      | 1:20:37  |
| 2017   | Кристофер Линке · Немачка     | 1:19:18  | Мигел Анхел Лопез · Шпанија                         | 1:20:21  | Персеус Карлстром · Шведска | 1:20:40  |
| 2019   | Персеус Карлстром · Шведска   | 1:19:54  | Василиј Мизинов · Ауторизовани неутрални атлетичари | 1:20:18  | Дијего Гарсија · Шпанија    | 1:20:23  |
| 2021   | Персеус Карлстром · Шведска   | 1:18:54  | Алваро Мартин · Шпанија                             | 1:19:14  | Дијего Гарсија · Шпанија    | 1:19:19  |
| 2023   | Франческо Фортунато · Италија | 1:18:59  | Персеус Карлстром · Шведска                         | 1:19:27  | Масимо Стано · Италија      | 1:20:07  |
| 2025   |                               |          |                                                     |          |                             |          |

#### 35 км
| Година |                         | Резултат |                           | Резултат |                             | Резултат |
| 2023   | Алваро Мартин · Шпанија | 2:25:35  | Кристофер Линке · Немачка | 2:27:05  | Мигел Ангел Лопез · Шпанија | 2:27:33  |
| 2025   |                         |          |                           |          |                             |          |

#### 50 км
| Година |                               | Резултат |                               | Резултат |                           | Резултат |
| 1996   | Хесус Анхел Гарсија · Шпанија | 3:51:01  | Артуро Ди Меца · Италија      | 3:52:36  | Станислав Стосик · Пољска | 3:54:35  |
| 1998   | Томаш Липиец · Пољска         | 3:42:57  | Хесус Анхел Гарсија · Шпанија | 3:42:17  | Ђовани Перичели · Италија | 3:44:17  |
| 2000   | Хесус Анхел Гарсија · Шпанија | 3:42:51  | Јевгени Шмаљук · Русија       | 3:44:33  | Денис Ланглоа · Француска | 3:47:38  |
| 2001   | Хесус Анхел Гарсија · Шпанија | 3:44:26  | Николај Матјукин · Русија     | 3:45:48  | Владимир Потемин · Русија | 3:46:12  |
| 2003   | Герман Скурјугин · Русија     | 3:47:50  | Алексеј Војеводин · Русија    | 3:48:43  | Семјон Ловкин · Русија    | 3:51:36  |
| 2005   | Алексеј Војеводин · Русија    | 3:41:03  | Сергеј Кирдјаплин · Русија    | 3:41:11  | Јуриј Андронов · Русија   | 3:42:34  |
| 2007   | Владимир Канајкин · Русија    | 3:40:57  | Тронд Нимарк · Норвешка       | 3:41:31  | Олег Кисткин · Русија     | 3:41:51  |
| 2009   | Денис Нижегородов · Русија    | 3:42:47  | Хесус Анхел Гарсија · Шпанија | 3:46:27  | Јуриј Андронов · Русија   | 3:49:09  |
| 2011   | Денис Нижегородов · Русија    | 3:45:58  | Игор Ерохин · Русија          | 3:49:05  | Марко да Лука · Италија   | 3:50:13  |
| 2013   | Јоан Диниз · Француска        | 3:41:08  | Михаил Рижов · Русија         | 3:44:42  | Иван Носков · Русија      | 3:45:32  |
| 2015   | Михаил Рижов · Русија         | 3:43:32  | Иван Носков · Русија          | 3:43:57  | Марко да Лука · Италија   | 3:46:21  |
| 2017   | Иван Банзерук · Украјина      | 3:48:15  | Ихор Хлаван · Украјина        | 3:48:38  | Микеле Антонели · Италија | 3:49:07  |
| 2019   | Јоан Диниз · Француска        | 3:37:43  | Дзмитри Дзјубин · Белорусија  | 3:45:51  | Жоао Виеира · Португалија | 4:46:38  |
| 2021   | Марк Тур · Шпанија            | 3:47:40  | Алекси Ојала · Финска         | 3:48:25  | Андреа Агрусти · Италија  | 3:49:52  |

### Жене

#### 10 км
| Година |                           | Резултат |                                | Резултат |                             | Резултат |
| 1996   | Анарита Сидоти · Италија  | 43,26    | Росела Ђордано · Италија       | 43,27    | Сусана Феитор · Португалија | 43,41    |
| 1998   | Надежда Рјашкина · Русија | 43,06    | Марија Рожа-Урбаник · Мађарска | 43,08    | Клаудија Јован · Румунија   | 43,12    |

#### 20 км
| Година |                                    | Резултат |                              | Резултат |                                 | Резултат |
| 2000   | Олипијада Иванова · Русија         | 1:26:48  | Елизабета Пероне · Италија   | 1:27:42  | Ћерсти Плецер · Норвешка        | 1:27:53  |
| 2001   | Олипијада Иванова · Русија         | 1:26:48  | Наталија Федоксина · Русија  | 1:26:50  | Елизабета Пероне · Италија      | 1:27:09  |
| 2003   | Јелена Никлајева · Русија          | 1:26:22  | Елизабета Пероне · Италија   | 1:27:58  | Марија Васко · Шпанија          | 1:28:10  |
| 2005   | Олипијада Иванова · Русија         | 1:28:18  | Сусана Феитор · Португалија  | 1:29:01  | Елиза Ригуадо · Италија         | 1:29:26  |
| 2007   | Рита Турава · Белорусија           | 1:27:52  | Олга Канискина · Русија      | 1:28:13  | Јелена Гинко · Белорусија       | 1:28:29  |
| 2009   | Марија Васко · Шпанија             | 1:32:53  | Анисја Кидрјапкина · Русија  | 1:33:28  | Кристина Салтановић · Литванија | 1:34:17  |
| 2011   | Вера Соколова · Русија             | 1:30:02  | Анисја Кидрјапкина · Русија  | 1:30:41  | Елиза Ригуадо · Италија         | 1:30:55  |
| 2013   | Анисја Кидрјапкина · Русија        | 1:28:40  | Вера Соколова · Русија       | 1:29:19  | Марина Пандакова · Русија       | 1:29:38  |
| 2015   | Елмира Алембекова · Русија         | 1:26:15  | Елеонора Ђорђи · Италија     | 1:26:17  | Светлана Васиљева · Русија      | 1:26:31  |
| 2017   | Антонела Палмисано · Италија       | 1:27:57  | Ана Кабесиња · Португалија   | 1:29:44  | Лаура Гарсија-Каро · Шпанија    | 1:29:57  |
| 2019   | Живиле Ваициукевичиуте · Литванија | 1:29:48  | Лаура Гарсија-Каро · Шпанија | 1:29:55  | Ракел Гонзалес · Шпанија        | 1:30:17  |
| 2021   | Антонела Палмисано · Италија       | 1:27:42  | Марија Перез · Шпанија       | 1:28:03  | Лаура Гарсија-Каро · Шпанија    | 1:28:07  |
| 2023   | Антигони Дрисбиоти · Грчка         | 1:29:17  | Антонела Палмисано · Италија | 1:29:19  | Ана Кабесиња · Португалија      | 1:29:35  |
| 2025   |                                    |          |                              |          |                                 |          |

#### 35 км
| Година |                            | Резултат   |                          | Резултат |                               | Резултат |
| 2021   | Антигони Дрисбиоти · Грчка | 2:49:55    | Елеонора Ђорђи · Италија | 2:51:05  | Лидиа Барчела · Италија       | 2:51:50  |
| 2023   | Марија Перез · Шпанија     | 2:37:15 СР | Ракел Гонзалес · Шпанија | 2:45:42  | Кристина Монтесињос · Шпанија | 2:45:58  |
| 2025   |                            |            |                          |          |                               |          |

#### 50 км
| Година |                          | Резултат   |                        | Резултат |                            | Резултат |
| 2019   | Елеонора Ђорђи · Италија | 4:04:50 ЕР | Јулија Такач · Шпанија | 4:05:46  | Инес Енрикес · Португалија | 4:13:57  |

## Екипни пласман
| Такмичење | Мушкарци                                               | Жене                                                   | Јуниори              | Јуниорке              |
| 1996      | Шпанија 876 бодова                                     | Италија 443 бода                                       | -                    | -                     |
| 1998      | Шпанија, 45 бодова                                     | Русија, 15 бодова                                      | -                    | -                     |
| 2000      | 20 км, Шпанија, 32 бода · 50 км, Француска, 12 бодова  | Италија, 11 бодова                                     | Немачка, 5 бодова    | Русија, 4 бода        |
| 2001      | 20 км, Русија, 13 бодова · 50 км, Русија, 11 бодова    | Русија, 8 бодова                                       | Русија, 3 бода       | Русија, 4 бода        |
| 2003      | 20 км, Шпанија, 13 бодова · 50 км, Русија, 6 бодова    | Италија, 27 бодова                                     | Русија, 6 бодова     | Русија, 3 бода        |
| 2005      | 20 км, Русија, 9 бодова · 50 км, Русија, 6 бодова      | Португалија, 25 points                                 | Русија, 4 бода       | Русија, 3 бода        |
| 2007      | 20 км, Белорусија, 29 бодова · 50 км, Русија, 8 бодова | Белорусија, 16 бодова                                  | Русија, 4 бода       | Русија, 3 бода        |
| 2009      | 20 км, Италија, 6 бодова · 50 км, Русија, 8 бодова     | Русија, 14 бодова                                      | Русија, 3 бода       | Италија, 10 бодова    |
| 2011      | 20 км, Русија, 15 бодова · 50 км, Русија, 15 бодова    | Русија, 14 бодова                                      | Украјина, 5 бодова   | Русија, 3 бода        |
| 2013      | 20 км, Русија, 20 бодова · 50 км, Русија, 12 бодова    | Русија, 6 бодова                                       | Русија, 3 бода       | Русија, 3 бода        |
| 2015      | 20 км, Немачка, 20 бодова · 50 км, Русија, 8 бодова    | Шпанија, 4 бода                                        | Русија, 9 бодова     | Русија, 3 бода        |
| 2017      | 20 км, Шпанија, 30 бодова · 50 км, Украјина, 9 бодова  | Шпанија, 18 бодова                                     | Белорусија, 9 бодова | Шпанија, 10 бодова    |
| 2019      | 20 км, Шпанија, 14 бодова · 50 км, Украјина, 26 бодова | 20 км, Шпанија, 16 бодова · 50 км, Украјина, 18 бодова | Италија, 7 бодова    | Турска, 3 бода        |
| 2021      | 20 км, Шпанија, 9 бодова · 50 км, Италија, 23 бодова   | 20 км, Шпанија, 9 бодова · 35 км, Италија, 13 бодова   | Шпанија, 3 бода      | Португалија, 7 бодова |
| 2023      | 20 км, Италија, 15 бодова · 35 км, Шпанија, 12 бодова  | 20 км, Италија, 21 бод · 35 км, Шпанија, 6 бодова      | Шпанија, 8 бодова    | Италија, 21 бод       |
| 2025      |                                                        |                                                        |                      |                       |

## Рекорди европског купа

### Мушкарци
| Дисциплина    | Рекорд  | Атлетичар         | Земља     | Датум         | Такмичење                     | Белешка |
| ------------- | ------- | ----------------- | --------- | ------------- | ----------------------------- | ------- |
| 20 км         | 1:18:29 | Роберт Кожењовски | Пољска    | 17. јун 2000. | 2000. Ајзенхитенштат, Немачка |         |
| 50 км         | 3:37:43 | Јоан Диниз        | Француска | 18. мај 2019. | 2019 Алитус, Литванија        |         |
| 10 км јуноири | 39:57   | Андреј Рузавин    | Русија    | 21. мај 2005  | 2005. Мишколц, Мађарска       |         |

### Жене
| Дисциплина     | Рекорд  | Атлетичар         | Земља   | Датум         | Такмичење               | Белешка |
| -------------- | ------- | ----------------- | ------- | ------------- | ----------------------- | ------- |
| 20 км          | 1:26:15 | Елмира Алембекова | Русија  | 17. мај 2005  | 2005. Мурсија, Шпанија  |         |
| 50 км          | 4:04:50 | Елеонора Ђорђи    | Италија | 19. мај 2019. | 2019 Алитус, Литванија  |         |
| 10 км јуниорке | 43:10   | Јелена Лашманова  | Русија  | 21. мај 2011. | 2005. Ољао, Португалија |         |

### Рекорди дисциплина које нису више у програму купа

#### Жене
| Дисциплина | Рекорд | Атлетичар        | Земља  | Датум           | Такмичење               | Белешка |
| ---------- | ------ | ---------------- | ------ | --------------- | ----------------------- | ------- |
| 10 км      | 43:06  | Надежда Рјашкина | Русија | 25. април 1998. | 1998. Дудинце, Словачка |         |